# IJzeren Wolf (organisatie)
De IJzeren Wolf (Geležinis Vilkas) was een Litouwse fascistische organisatie. De beweging werd opgericht in 1927 door Augustinas Voldemaras, en werd vooral gebruikt als knokploeg voor de partij van Voldemaras, genaamd Tautininkai. Veel politieke tegenstanders werden bedreigd door deze organisatie.
Voldemaras was vanaf 1926 Minister van Buitenlandse Zaken onder de regering van Antanas Smetona. Deze regering werd geleid door de Litouwse Nationale Unie, en was pro-Duits. Smetona en Voldemaras regeerden het land als dictators. 
In 1929 werd Voldemaras echter buitenspel gezet. Toen een jaar later de beweging werd verbannen gingen ze in het geheim verder. In 1931 en in 1934 trachtte de beweging een staatsgreep te plegen, maar faalde beide keren.
Vier jaar later, in 1938 kwam Voldemaras weer vrij en werd hij verbannen. Toen heeft hij nog een paar keer geprobeerd Litouwen in te komen, maar werd teruggestuurd. Toen Litouwen in 1940 werd ingelijfd door de Sovjet-Unie werd hij opgepakt. Hij stierf in een gevangenis in Moskou.